# 山田秋太郎
山田 秋太郎（やまだ しゅうたろう）は、日本の漫画家、同人作家。愛称は「ヤマシュー」。
ことぶきつかさの元でアシスタント経験を重ねながら、デビュー初期の頃は成年漫画家として活動。初期の頃は繊細な線だったが、近年は線の強弱をつける肉感に溢れた人物描写を得意とする。反面、漫画の物語はそれほど得意ではないのか、原作付きを多く手がける。
平野耕太とは専門学校生時代から交流があり、しばしば彼の作品に登場する。平野耕太は山田の仕事ぶりを単行本FAKE OUTのゲストページで「サラリーマンのように毎日1ページずつ朝から晩まで決まった時間だけ作業をし、30ページなら30日でキッチリ仕上げてしまう。自分には無理」と評した。また、平野とは2人で同人サークルを立ち上げており、数年間活動をしていた。ジャンルは様々で、アニメやオリジナル、18禁系からショタまで、2人がその時期にはまっていた作品が本として発行されることが多かった。
R.O.DのOVAのEDにて、SpecialThanxにAKITAROU YAMADAと記されている。

## 作品一覧
- R.O.D（原作：倉田英之、『ウルトラジャンプ』〈集英社〉、全4巻）
- サムライジ（原作：倉田英之、『週刊少年チャンピオン』〈秋田書店〉、全4巻）
- ベターマン（原作：矢立肇、『月刊コミック電撃大王』〈メディアワークス〉、全1巻）
- LOAN WOLF（『ヤングキングアワーズ』〈少年画報社〉、全3巻）
- パッサカリア Op.7（原作：佐木飛朗斗、『月刊少年ジャンプ』〈集英社〉、全1巻）
- 解錠ジャンキーロック（『ヤングガンガン』〈スクウェア・エニックス〉、全2巻）
- 爆麗音（原作：佐木飛朗斗、『ビジネスジャンプ』→『BJ魂』→『BJ魂』廃刊に併せて打ち切り〈集英社〉、全7巻）
- 激闘!! PSY玉県!!（原作：冲方丁、『ウルトラジャンプ』2006年5月号 - 7月号集中連載、未単行本化）
- レインコード（『月刊ComicREX』〈一迅社〉、全1巻）
- ならずの顎（『コミックバーズ』〈幻冬舎〉、全1巻）
- 墓場の七人（画楽ノ杜、全3巻）
- じゅうしまつ－14段目の闘牌師－（『近代麻雀』〈竹書房〉、全2巻）
- グレイテストM 〜偉人麻雀大戦〜（原作：河本ほむら・武野光、監修：水口美香、『サンデーうぇぶり』〈小学館〉、全4巻[1]）
- DT転生〜30歳まで童貞で転生したら、史上最強の魔法使いになりました！〜（原作：石田衣良、『月刊少年シリウス』〈講談社〉、2023年10月号 - 連載中、既刊3巻）[2]

### 成年向け
- FAKE OUT（『カラフルBee』〈ビブロス〉）
- 69（フランス書院）

## その他
- 『進め!以下略』『彼らの週末』『以下略』（平野耕太）にキャラとして出場。
- ストリートファイター アート・コミック・アンソロジー（エンターブレイン 2009年3月14日発売 イラスト）

### 挿絵
- 機甲学園カミカゼ（著：弓原望、『ファミ通文庫』、全3巻）
- パートタイムプリンセス（著：神代創、『MF文庫J』、全3巻)
- 戦え! 松竹梅高等学校漫画研究部（著：番棚葵、『スーパーダッシュ文庫』、全1巻）